# Катьюрі
Династія Катьюрі (कत्यूरी नरेश) — середньовічна династія монархів Уттаракханду, що ймовірно походять від правителя ери Шаливахана, Айодх'ї, що пов'язує їх з раджпутською династією Сур'яванаша. Інші історики, проте, вважають, що династія походить від правителів Кунінди або з народу кхаса, що правили регіоном Кумаон з 6 по 11 століття.
Катьюрі називали свою державу Курманчал — «земля Курми», другого аватару Вішну, що надало регіону його сучасну назву — Кумаон.